# William Morrison
Bör ej förväхlas med köpmannen William Morrison i Kaskaskia.
William Morrison, född 7 mars 1785 nära Montréal, död i augusti 1866 i Berthier, Québec, var en pälshandlare i Wisconsin och Minnesota.

## Ungdom
William Morrison var son till Allan Morrison, som var pälshandlare, och Jane Wadin, vars far var en i Schweiz född pälshandlare. Vid 16 års ålder började William som lärling vid XY Company. Under sin lärlingstid var han den förste av europeisk börd som nådde Itascasjön.

## Pälshandlare
När XY Company förenades med Nordvästkompaniet 1806 fortsatte han sin anställning som handelsbetjänt och översomrare vid det förenade kompaniets Fond du Lac-division. 1812-1816 avlönades han med 1 200 Livre Grand Portage i årslön. När John Jacob Astors American Fur Company 1817 köpte Fond du Lac-divisionen övergick han i dess tjänst. Han naturaliserades som amerikansk medborgare 1820.

## American Fur Company
I American Fur Companys tjänst blev Morrison chef för Fond du Lac-divisionen 1817 och avlönades med 1000 dollar om året. När han förnyade sitt kontrakt 1821 sattes årslönen till 1 400 dollar. 1822-1826 drev han delvis verksamheten på egen vinst och förlust. Under sin period som divisionschef anlade han en rad handelsstationer i närheten av gränsen till Kanada i konkurrens med Hudson Bay-kompaniet. George Simpson, Hudson Bay-kompaniets guvernör ansåg att Morrison var en av de bästa och mest erfarna pälshandlarna i området. Han tog avsked 1826 och återvände till Kanada där han dog som brittisk undersåte 1866.

## Familjeliv
William Morrison var gift fyra gånger och hade 16 barn. Hans första hustru Shaughunomonee var ojibwa, liksom Meshepeshequay, hans andra hustru. Den tredje gången gifte han sig med sin kompanjons dotter, Anne Roussain. Hans fjärde hustru var  Elizabeth Ann Kittson. En av hans söner med Anne deltog i  John Frémont första upptäcktsresa.

## Eftermäle
Morrison County i Minnesota är uppkallat efter honom.